# Вагесрайтер, Маркус
Маркус Вагесрайтер (нем. Markus Wagesreiter; род. 14 января 1982, Санкт-Пёльтен) — австрийский гандболист, левый полусредний команды «Санкт-Пёльтен» и сборной Австрии.

## Карьера

### Клубная
Выступал за австрийские команды «Тулин», «Суперфунд Хард», «Брегенц» и немецкие «Айнтрахт» (Хильтдесхайм) и «балинген-Вайшлтеттен». С лета 2012 года выступал за «Вест-Виен», в 2016 году перешёл в «Унион» (Санкт-Пёльтен). Победитель Кубка Австрии (2004), вице-чемпион Австрии (2007).

### В сборной
Сыграл 126 игр и забил 101 гол.